# سیارک ۱۹۸۱۱
سیارک ۱۹۸۱۱ (به انگلیسی: 19811 Kimperkins، نامگذاری:2000SY114) نوزده هزار و هشتصد و یازدهمین سیارک کشف شده‌است که در ۲۴ سپتامبر ۲۰۰۰ کشف شد.
قدر مطلق سیارک برابر ۱۵.۵ است.